# French Camp (Californie)
Pour les articles homonymes, voir French Camp.
French Camp est une census-designated place dans le comté de San Joaquin en Californie.

## Description
French Camp est un territoire formant une zone, faiblement peuplée, désignée sous le terme de Census-designated place.
Au recensement de l'an 2000, la population s'élevait à 4 109 personnes pour une superficie de 8 km2, soit 513,6 habitants au km2.

## Historique
French Camp doit son nom à l'histoire des trappeurs et explorateurs canadiens français qui parcouraient la région de l'Oregon et ce secteur de la Californie dans la première moitié du XIXe siècle pour chasser et capturer les fourrures pour le compte de la Compagnie de la Baie d'Hudson. Cet endroit fut le point de chute et le terminus de la « Piste de la Californie ».
En 1821, Louis Pichette fut le premier coureurs des bois canadien-français à explorer cette partie de la Californie mexicaine. Il ouvrira un des chemins de la « Piste de la Californie ». Vint ensuite Michel Laframboise, né à Varennes, Bas-Canada en 1793, qui fut le plus actif des trappeurs et négociants canadiens-français. Surnommé « Capitaine de la piste de la  Californie », il sillonnait chaque année l'Oregon et la Californie avec ses compagnons en quête de peaux de loutres, de castors et d'ours. John Sutter, un homme d'affaires et chercheur d'or suisse installé en Californie, se plaignit de l'agissement des trappeurs de Michel Laframboise qui, fort d'une centaine de personnes (une soixantaine de trappeurs accompagnés de femmes et enfants), ratissaient la région en quête de castors, loutres et ours.
En 1832, Michel Laframboise créa ce poste de commerce et de traite du French Camp, qui devint un lieu d'échanges avec les amérindiens qui s'y rendaient, notamment lors de la grande foire annuelle, par centaines de personnes pendant parfois une semaine.
Jusqu'à la conquête de la Californie mexicaine par les États-Unis en 1845, ce lieu avait une dénomination espagnole : « El Rancho del Campo de Los Franceses ».

## Démographie
| Groupe            | French Camp | Californie | États-Unis |
| ----------------- | ----------- | ---------- | ---------- |
| Blancs            | 49,7        | 57,6       | 72,4       |
| Autres            | 27,3        | 17,0       | 6,2        |
| Afro-Américains   | 12,1        | 6,2        | 12,6       |
| Asiatiques        | 4,8         | 13,1       | 4,8        |
| Métis             | 4,8         | 4,9        | 2,9        |
| Amérindiens       | 0,9         | 1,0        | 0,9        |
| Océaniens         | 0,3         | 0,4        | 0,2        |
| Total             | 100         | 100        | 100        |
|                   |             |            |            |
| Latino-Américains | 51,8        | 37,6       | 16,7       |

Selon l'American Community Survey pour la période 2011-2015, 49,64 % de la population âgée de plus de 5 ans déclare parler l'anglais à la maison, alors que 46,79 % déclare parler l'espagnol, 0,90 % le khmer, 0,59 % l'hindi, 0,50 % le tagalog et 1,51 % une autre langue.
| 2000  | 2010  | - | - | - | - |
| ----- | ----- | - | - | - | - |
| 4 109 | 3 376 | - | - | - | - |